# Południowa Afryka na Zimowych Igrzyskach Olimpijskich 2018
Południowa Afryka na Zimowych Igrzyskach Olimpijskich 2018 – występ reprezentacji Południowej Afryki na igrzyskach olimpijskich w Pjongczangu w 2018 roku.
W kadrze znalazł się jeden zawodnik – Connor Wilson, który wystąpił w dwóch konkurencjach alpejskich, jednak nie ukończył żadnej z nich. Zawodnik pełnił rolę chorążego reprezentacji Południowej Afryki podczas ceremonii otwarcia i zamknięcia igrzysk. Reprezentacja Południowej Afryki weszła na stadion olimpijski jako 4. w kolejności, pomiędzy ekipami z Nigerii i Holandii.
Był to 7. start reprezentacji Południowej Afryki na zimowych igrzyskach olimpijskich i 26. start olimpijski, wliczając w to letnie występy.

## Skład reprezentacji

### Narciarstwo alpejskie
| Konkurencja            | Zawodnik      | Przejazd 1 | Przejazd 1 | Przejazd 2 | Przejazd 2 | Czas łączny | Miejsce |
| Konkurencja            | Zawodnik      | Czas       | Miejsce    | Czas       | Miejsce    | Czas łączny | Miejsce |
| ---------------------- | ------------- | ---------- | ---------- | ---------- | ---------- | ----------- | ------- |
| Slalom mężczyzn        | Connor Wilson | DNF        | DNF        | DNS        | DNS        | DNF         | DNF1    |
| Slalom gigant mężczyzn | Connor Wilson | DNF        | DNF        | DNS        | DNS        | DNF         | DNF1    |